# Lene Madsen
Lene Madsen (11 de março de 1973) é uma ex-futebolista dinamarquesa que atuava como atacante.

## Carreira
Lene Madsen representou a Seleção Dinamarquesa de Futebol Feminino, nas Olimpíadas de 1996. Ela marcou o primeiro gol olímpico dinamarquês frente a goleada sofrida por 5-0 para a China. 